# Angelo Inganni
Angelo Inganni (né à Brescia le 24 novembre 1807 – mort à Gussago le 2 décembre 1880) est un peintre italien.

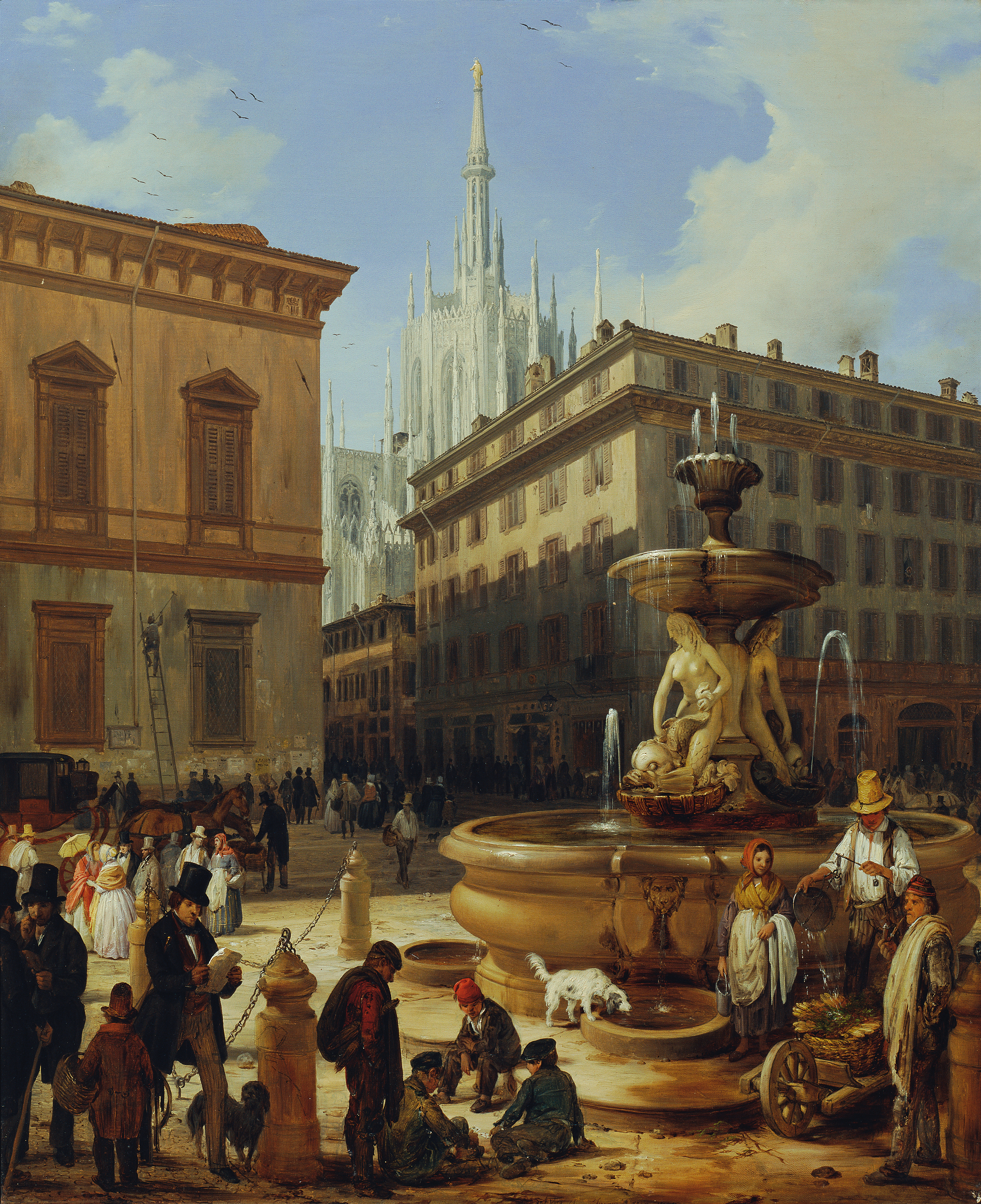
La fontaine du Piermarini représentée dans une peinture d'Angelo Inganni (1844).